# Ängsnopping
Ängsnopping (Entoloma poliopus) är en svampart. Ängsnopping ingår i släktet Entoloma och familjen Entolomataceae.  Arten är reproducerande i Sverige.

## Underarter
Arten delas in i följande underarter:
- discolor
- parvisporigerum
- poliopus